# José María de la Jara y Alvizuri
José María de la Jara y Alvizuri (Arequipa, 16 de diciembre de 1818 - Lima, ?) fue un escritor, funcionario público y político peruano. Fue ministro de Hacienda, bajo el gobierno de Manuel Pardo (1872-1873).

## Biografía
Hijo de José María de la Jara y Barriga, Administrador del Real Estanco de Arequipa, nacido en Concepción, en ese tiempo Capitanía General de Chile, descendiente directo del Capitán Benemérito español, Francisco Martínez de la Jara y Villaseñor, fundador de las familias de la Jara en Chile y Perú, y de María Manuela Alvizuri y Salamanca.
Culminados sus estudios escolares se consagró a la actividad comercial. Al mismo tiempo, en la intimidad de su hogar, se aficionó por la literatura y compuso versos. Algunas de sus poesías aparecieron tiempo después en la colección Lira arequipeña, editada por Manuel Rafael Valdivia (1889).
Viajó a Europa, donde realizó una gira para conocer el ambiente del Romanticismo, entonces en boga. De regreso al Perú, se mantuvo al margen de las pasiones políticas y se dedicó a la administración pública, como vista de la aduana de Islay (1863), cajero fiscal de Arequipa y vista de la aduana del Callao. 
Cuando Manuel Pardo asumió la presidencia de la República, José María de la Jara asumió como Ministro de Hacienda, cargo que ejerció del 3 de agosto de 1872 a 7 de noviembre de 1873. De acuerdo a la dirección tomada por el flamante gobierno, la política hacendaria adoptó normas muy claras de prudencia y equidad, en contraste con la imprevisión desplegada por el gobierno anterior (el de José Balta), en especial, en lo concerniente a la forma cómo se negoció el Contrato Dreyfus. Al respecto, el 27 de enero de 1873 hubo una reunión entre La Jara, el presidente Pardo y el empresario francés Auguste Dreyfus, cuyo objetivo era informar a éste de algunas modificaciones que se iba a hacer a los primeros contratos negociados entre su firma comercial y el Gobierno peruano. Con estos cambios, la Casa Dreyfus perdería muchos de los privilegios concedidos con anterioridad. Naturalmente, Dreyfus se negó a aceptar tales modificaciones, pero ese mismo día el gobierno peruano dio la resolución suprema respectiva. Dreyfus partió a Francia, y según su testimonio, al conocerse en el ambiente mercantil europeo la decisión del gobierno peruano, se produjo una incontenible baja en los bonos peruanos.
Entre otras medidas que tomó La Jara se cuentan una escala de ascensos para acabar con el favoritismo en la carrera administrativa; el abandono de la usual política de empréstitos para cubrir el déficit fiscal, y el esbozo de un plan de economía para equilibrar el presupuesto; así como el envío al Congreso de un proyecto de ley para fijar un nuevo arancel aduanero destinado a incrementar el monto del erario público.

## Descendencia
Fue padre de: 
- José María de la Jara y Bermúdez (1851-1885), escritor y diplomático arequipeño, que firmaba como “Gil Paz”.
- Adolfo de la Jara y Bermúdez (1852-1881), funcionario público, casado con la escritora Lastenia Larriva. Murió combatiendo en la batalla de Miraflores.

Su nieto, José María de la Jara y Ureta (1879-1932), fue un célebre periodista, escritor y político, el mismo que postuló  a la presidencia de la República en 1931 y que firmaba en sus artículos como Gil Guerra. Y, finalmente, hubo un bisnieto célebre, hijo y homónimo del anterior, que fue ministro del Interior del segundo gobierno de Fernando Belaúnde Terry.